# Yuanmousaurus
Yuanmousaurus jiangyiensis is een dinosauriër behorend tot de Sauropoda die in het midden van het Jura leefde in het gebied van het huidige China.

## Vondst en naamgeving
Mei 2000 werd op de vindplaats "Banqing Houshanliangzi" nabij Jiangyi een skelet van een sauropode opgegraven op dezelfde locatie die later Eomamenchisaurus zou opleveren.
De soort is in 2006 beschreven door Lü Junchang, Li Shaoxue, Ji Qiang, Wang Guofu, Zhang Jiahua en Dong Zhiming. De geslachtsnaam verwijst naar het district Yuanmou in de provincie Yunnan. De soortaanduiding verwijst naar Jiangyi, de vondstlocatie.
De vondst, gedaan in de Zhangheformatie, holotype YMV 601, bestaat uit een skelet zonder schedel. Het omvat een stuk halswervel, negen ruggenwervels, drie sacrale wervels, zeven voorste staartwervels, delen van het rechterdarmbeen, een linkerschouderblad, van de rechterachterpoot: het dijbeen, scheenbeen, kuitbeen, sprongbeen en een klauw; van de rechterarm: een schouderblad, een opperarmbeen, een spaakbeen en een ellepijp. Het exemplaar behoort tot de collectie van het Museum van Yuanmou.

## Beschrijving

De grootte vergeleken met een mens

Yuanmousaurus werd een vijftien tot twintig meter lang; het beschrijvende artikel maakte een schatting van zeventien meter. Volgens Gregory S. Paul duidt dat op een gewicht van twaalf ton. Het dijbeen is 137 centimeter lang.
De beschrijvers gaven een diagnose maar geen autapomorfieën, unieke afgeleide kenmerken. De ruggenwervels lijken op die van Omeisaurus en Patagosaurus doordat de doornuitsteeksels verticale uithollingen op de zijkanten hebben, begrensd door de richels die naar de voorste en achterste gewrichtsuitsteeksel lopen. De wervels verschillen echter van Omeisaurus doordat negen richels drie uithollingen begrenzen op de zijkant van de wervelboog. Het opperarmbeen heeft een smalle deltopectorale kam. Het opperarmbeen heeft 72% van de lengte van het dijbeen.
De halswervels lijken min of meer massief. De ruggenwervels hebben een licht bolle voorkant en een licht holle achterkant. De doornuitsteeksels van de ruggenwervels zijn erg hoog maar missen verticale richel op het voorvlak of achtervlak. De fossa infradiapophysealis, een uitholling onder het zijuitsteeksel, wordt doorboord door een pneumatische opening wat wijst op pneumatisering. De ruggenwervels hebben ook pleurocoelen. Daarnaast bezitten ze een goed ontwikkeld hyposfeen-hypantrum-complex van secundaire gewrichtsuitsteeksels. Het aantal sacrale wervels is onbekend. De voorste staartwervels zijn hol van voren en plat van achteren. De doornuitsteeksels van de staartwervels hebben geen richels.
Het opperarmbeen is slank en achtennegentig centimeter lang. De deltopectorale kam beslaat 44% van de schacht.
Het darmbeen heeft een kort aanhangsel voor het zitbeen. Het achterblad heeft geen groeve in de onderrand. Het achterblad is vrij hoog. Bij het schaambeen is het uiteinde sterk van voor naar achter verbreed. Bij het dijbeen ligt de vierde trochanter meer naar binnen toe, een basaal kenmerk. Bij het sprongbeen heeft de basis van de voorkant van de opgaande tak geen uitholling met foramina, wat typisch is voor Neosauropoda.

## Fylogenie
Yuanmousaurus behoort vrij zeker tot de Eusauropoda. Hij werd in 2006 in de Euhelopodidae geplaatst als een nauwe verwant van Patagosaurus; basaler geplaatst dan Euhelopus maar meer afgeleid dan Omeisaurus. Tegenwoordig nemen Westerse onderzoekers echter geen directe verwantschap met Euhelopus meer aan en plaatst men Yuanmousaurus gemeenlijk in de Mamenchisauridae.